# Rebristajahøgda
Die Rebristajahøgda (norwegisch; russisch Гора Ребристая Gora Rebristaja, deutsch ‚Gerippter Berg‘) ist ein Hügel in der Schirmacher-Oase des ostantarktischen Königin-Maud-Lands. Er ragt östlich des Podprudnoye Lake im südwestlichen Abschnitt der Sundsvassheia auf.
Russische Wissenschaftler benannten ihn deskriptiv. Wissenschaftler des Norwegischen Polarinstituts übertrugen diese Benennung 1991 ins Norwegische.